# Pierwomajsk (Baszkortostan)
Pierwomajsk (ros. Первомайск) – wieś (dieriewnia) w Rosji, w Baszkortostanie, w rejonie nurimanowskim. W 2010 liczyła 355 mieszkańców.